# Niemcy na Mistrzostwach Świata w Lekkoatletyce 2011
Niemcy na Mistrzostwach Świata w Lekkoatletyce 2011 – reprezentacja Niemiec na mistrzostwa świata liczyła 78 zawodników.

## Występy reprezentantów Niemiec

### Mężczyźni

#### Konkurencje biegowe
| Konkurencja                   | Zawodnik                                                                          | Runda 1  | Runda 1 | Runda 2  | Runda 2 | Półfinał | Półfinał | Finał    | Finał   |
| Konkurencja                   | Zawodnik                                                                          | Rezultat | Pozycja | Rezultat | Pozycja | Rezultat | Pozycja  | Rezultat | Pozycja |
| ----------------------------- | --------------------------------------------------------------------------------- | -------- | ------- | -------- | ------- | -------- | -------- | -------- | ------- |
| Bieg na 200 m                 | Sebastian Ernst                                                                   |          |         | 20,95    | 32      | NQ       | NQ       | NQ       | NQ      |
| Bieg na 110 m przez płotki    | Erik Balnuweit                                                                    |          |         | 13,56    | 17      | NQ       | NQ       | NQ       | NQ      |
| Bieg na 110 m przez płotki    | Willi Mathiszik                                                                   |          |         | 13,53    | 12 Q    | 13,81    | 16       | NQ       | NQ      |
| Bieg na 110 m przez płotki    | Alexander John                                                                    |          |         | 13,68    | 24      | NQ       | NQ       | NQ       | NQ      |
| Bieg na 400 m przez płotki    | Georg Fleischhauer                                                                |          |         | 48,72    | 5 Q     | 49,36    | 13       | NQ       | NQ      |
| Bieg na 3000 m z przeszkodami | Steffen Uliczka                                                                   |          |         |          |         | 8:37,35  | 27       | NQ       | NQ      |
| Sztafeta 4 × 100 m            | Christian Blum Marius Broening Robin Erewa Sven Knipphals Alex Schaf Tobias Unger |          |         |          |         | DNF      | -        | NQ       | NQ      |
| Sztafeta 4 × 400 m            | Kamghe Gaba David Gollnow Eric Kruger Jonas Plass Miguel Rigau Thomas Schneider   |          |         |          |         | 3:00,68  | 5 q      | 3:01,37  | 8       |
| Chód na 20 km                 | Christopher Linke                                                                 |          |         |          |         |          |          | 1:24:17  | 21      |
| Chód na 50 km                 | Christopher Linke                                                                 |          |         |          |         |          |          | DNS      | -       |

#### Konkurencje techniczne
| Konkurencja    | Zawodnik           | Eliminacje | Eliminacje | Finał    | Finał   |
| Konkurencja    | Zawodnik           | Rezultat   | Pozycja    | Rezultat | Pozycja |
| -------------- | ------------------ | ---------- | ---------- | -------- | ------- |
| Skok wzwyż     | Eike Onnen         | 2,28       | 15         | NQ       | NQ      |
| Skok wzwyż     | Raúl Spank         | 2,28       | 11 q       | 2,29     | 9       |
| Skok o tyczce  | Karsten Dilla      | 5,35       | 24         | NQ       | NQ      |
| Skok o tyczce  | Raphael Holzdeppe  | 5,50       | 20         | NQ       | NQ      |
| Skok o tyczce  | Malte Mohr         | 5,65       | 6 q        | 5,85     | 5       |
| Skok w dal     | Sebastian Bayer    | 8,11       | 5 q        | 8,17     | 8       |
| Skok w dal     | Christian Reif     | 8,13       | 3 q        | 8,19     | 7       |
| Pchnięcie kulą | Ralf Bartels       | 20,45      | 8 q        | 20,14    | 10      |
| Pchnięcie kulą | Marco Schmidt      | 20,06      | 13         | NQ       | NQ      |
| Pchnięcie kulą | David Storl        | 21,50      | 1 Q        | 21,78    | Złoto   |
| Rzut dyskiem   | Robert Harting     | 64,93      | 4 q        | 68,97    | Złoto   |
| Rzut dyskiem   | Markus Münch       | 60,80      | 25         | NQ       | NQ      |
| Rzut dyskiem   | Martin Wierig      | 61,68      | 18         | NQ       | NQ      |
| Rzut młotem    | Markus Esser       | 77,60      | 3 Q        | 79,12    | 4       |
| Rzut oszczepem | Matthias de Zordo  | 82,05      | 4 q        | 86,27    | Złoto   |
| Rzut oszczepem | Mark Frank         | 81,93      | 6 q        | 81,81    | 8       |
| Dziesięciobój  | Pascal Behrenbruch |            |            | 8211     | 7       |
| Dziesięciobój  | Rico Freimuth      |            |            | DNF      | -       |
| Dziesięciobój  | Jan Felix Knobel   |            |            | 8200     | 8       |

### Kobiety

#### Konkurencje biegowe
| Konkurencja                   | Zawodniczka                                                                                     | Runda 1  | Runda 1 | Runda 2  | Runda 2 | Półfinał | Półfinał | Finał    | Finał   |
| Konkurencja                   | Zawodniczka                                                                                     | Rezultat | Pozycja | Rezultat | Pozycja | Rezultat | Pozycja  | Rezultat | Pozycja |
| ----------------------------- | ----------------------------------------------------------------------------------------------- | -------- | ------- | -------- | ------- | -------- | -------- | -------- | ------- |
| Bieg na 100 m                 | Leena Günther                                                                                   |          |         | 11,36    | 23      | NQ       | NQ       | NQ       | NQ      |
| Bieg na 100 m                 | Yasmin Kwadwo                                                                                   |          |         | 11,29    | 19 q    | 11,54    | 18       | NQ       | NQ      |
| Bieg na 100 m przez płotki    | Cindy Roleder                                                                                   |          |         | 13,01    | 14 q    | 12,91    | 12       | NQ       | NQ      |
| Bieg na 3000 m z przeszkodami | Gesa Felicitas Krause                                                                           |          |         |          |         | 9:35,83  | 9 Q      | 9:32,74  | 9       |
| Bieg na 3000 m z przeszkodami | Jana Sussmann                                                                                   |          |         |          |         | 9:59,53  | 23       | NQ       | NQ      |
| Sztafeta 4 × 100 m            | Leena Günther Anne Christina Haack Yasmin Kwadwo Anne Möllinger Cathleen Tschirch Marion Wagner |          |         |          |         | DNS      | -        | NQ       | NQ      |
| Sztafeta 4 × 400 m            | Esther Cremen Claudia Hoffmann Janin Lindenberg Lena Schmidt Sylvia Semkowicz Wiebke Ullmann    |          |         |          |         | 3:27,31  | 11       | NQ       | NQ      |
| Chód na 20 km                 | Sabine Krantz                                                                                   |          |         |          |         |          |          | DNF      | -       |
| Chód na 20 km                 | Semiha Mutlu                                                                                    |          |         |          |         |          |          | DNF      | -       |
| Chód na 20 km                 | Melanie Seeger                                                                                  |          |         |          |         |          |          | DNF      | -       |

#### Konkurencje techniczne
| Konkurencja    | Zawodniczka         | Eliminacje | Eliminacje | Finał    | Finał   |
| Konkurencja    | Zawodniczka         | Rezultat   | Pozycja    | Rezultat | Pozycja |
| -------------- | ------------------- | ---------- | ---------- | -------- | ------- |
| Skok o tyczce  | Kristina Gadschiew  | 4,50       | 11 q       | 4,55     | 10      |
| Skok o tyczce  | Silke Spiegelburg   | 4,55       | 7 q        | 4,65     | 9       |
| Skok o tyczce  | Martina Strutz      | 4,55       | 1 q        | 4,80     | Srebro  |
| Skok w dal     | Bianca Kappler      | 6,48       | 14         | NQ       | NQ      |
| Skok w dal     | Sosthene Moguenara  | 6,02       | 31         | NQ       | NQ      |
| Pchnięcie kulą | Nadine Kleinert     | 18,75      | 12 Q       | 19,26    | 8       |
| Pchnięcie kulą | Christina Schwanitz | 19,20      | 3 Q        | 17,96    | 12      |
| Pchnięcie kulą | Josephine Terlecki  | 17,85      | 19         | NQ       | NQ      |
| Rzut dyskiem   | Nadine Müller       | 65,44      | 1 Q        | 65,97    | Srebro  |
| Rzut młotem    | Betty Heidler       | 71,48      | 6 Q        | 76,06    | Srebro  |
| Rzut młotem    | Kathrin Klaas       | 71,69      | 5 Q        | 71,89    | 7       |
| Rzut oszczepem | Katharina Molitor   | 63,52      | 3 Q        | 64,32    | 5       |
| Rzut oszczepem | Christina Obergföll | 68,76      | 1 Q        | 65,24    | 4       |
| Rzut oszczepem | Linda Stahl         | 60,21      | 9 q        | DNS      | -       |
| Siedmiobój     | Julia Mächtig       |            |            | 6059     | 17      |
| Siedmiobój     | Jennifer Oeser      |            |            | 6572     | Brąz    |
| Siedmiobój     | Lilli Schwarzkopf   |            |            | 6321     | 6       |